# 德魯日巴 (日托米爾州)

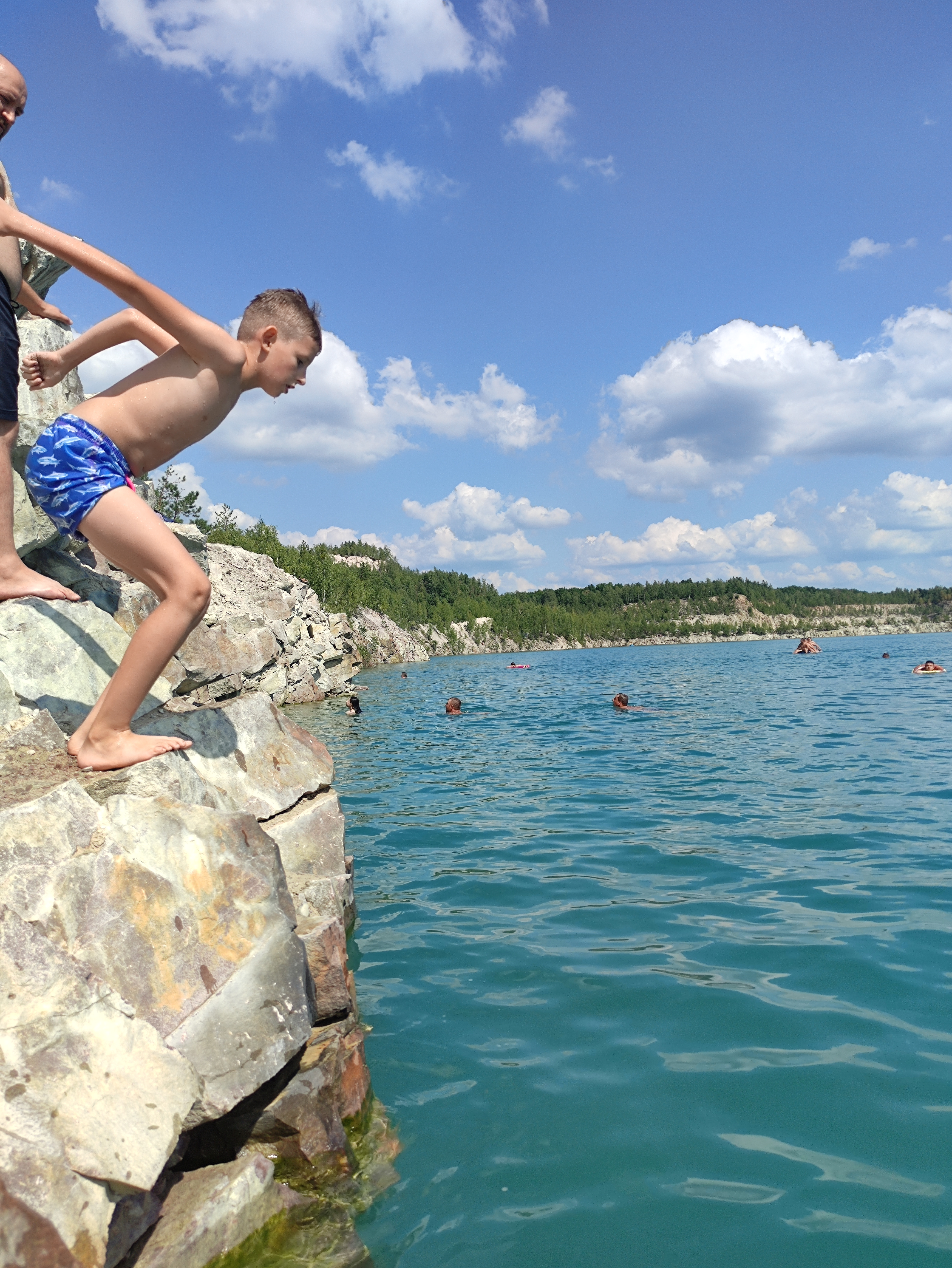

德魯日巴（烏克蘭語：Дружба）是烏克蘭北部日托米爾州科羅斯滕區的奧萊夫斯克市鎮内的市級鎮。該市级鎮距離日托米爾100公里，面積0.41平方公里，海拔高度220米，2011年人口491，人口密度每平方公里1,198人。